# Saison 29 de Dancing with the Stars
Vous pouvez aider à l'améliorer ou bien discuter des problèmes sur sa page de discussion.
- Il n'est pas vérifiable et peut contenir des informations totalement erronées. Il est fortement conseillé aux contributeurs d'étayer son contenu par des sources fiables. Sans cela, sa suppression pourrait être envisagée. (si vous venez d'apposer le bandeau, veuillez cliquer sur ce lien pour créer la discussion et en afficher les indications). (Marqué depuis avril 2025)
- Il peut contenir un travail inédit ou des déclarations non vérifiées. Vous pouvez l’améliorer en ajoutant des références. (Marqué depuis avril 2025)

- Archive Wikiwix
- Bing
- Cairn
- DuckDuckGo
- E. Universalis
- Gallica
- Google
- G. Books
- G. News
- G. Scholar
- Persée
- Qwant
- (zh) Baidu
- (ru) Yandex
- (wd) trouver des œuvres sur Wikidata

Vous pouvez aider à l'améliorer ou bien discuter des problèmes sur sa page de discussion.
- Il ne cite pas suffisamment ses sources. Vous pouvez indiquer les passages à sourcer avec {{référence nécessaire}} ou {{Référence souhaitée}}, et inclure les références utiles en les liant aux notes de bas de page. (Marqué depuis avril 2025)
- Certaines de ses couleurs nuisent à son accessibilité et ne respectent pas la charte graphique. Les couleurs ne sont pas interdites, mais il est conseillé d'en faire un usage modéré qui respecte les normes d'accessibilité. (Marqué depuis avril 2025)
- Son texte doit être wikifié : il ne correspond pas à la mise en forme Wikipédia (style, typographie, liens internes, liens entre les wikis, etc.). (Marqué depuis avril 2025)

- Archive Wikiwix
- Bing
- Cairn
- DuckDuckGo
- E. Universalis
- Gallica
- Google
- G. Books
- G. News
- G. Scholar
- Persée
- Qwant
- (zh) Baidu
- (ru) Yandex
- (wd) trouver des œuvres sur Wikidata

La vingt-neuvième saison de l'émission américaine de téléréalité musicale Dancing with the Stars a débuté le 14 septembre 2020 sur le réseau ABC.

## Couples

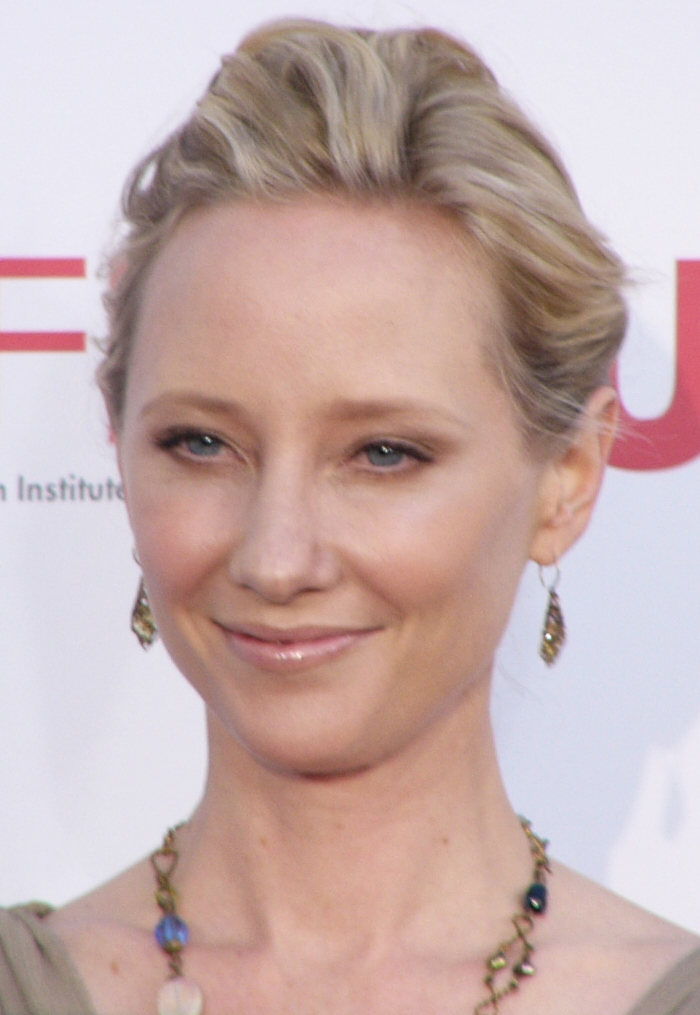
Anne Heche
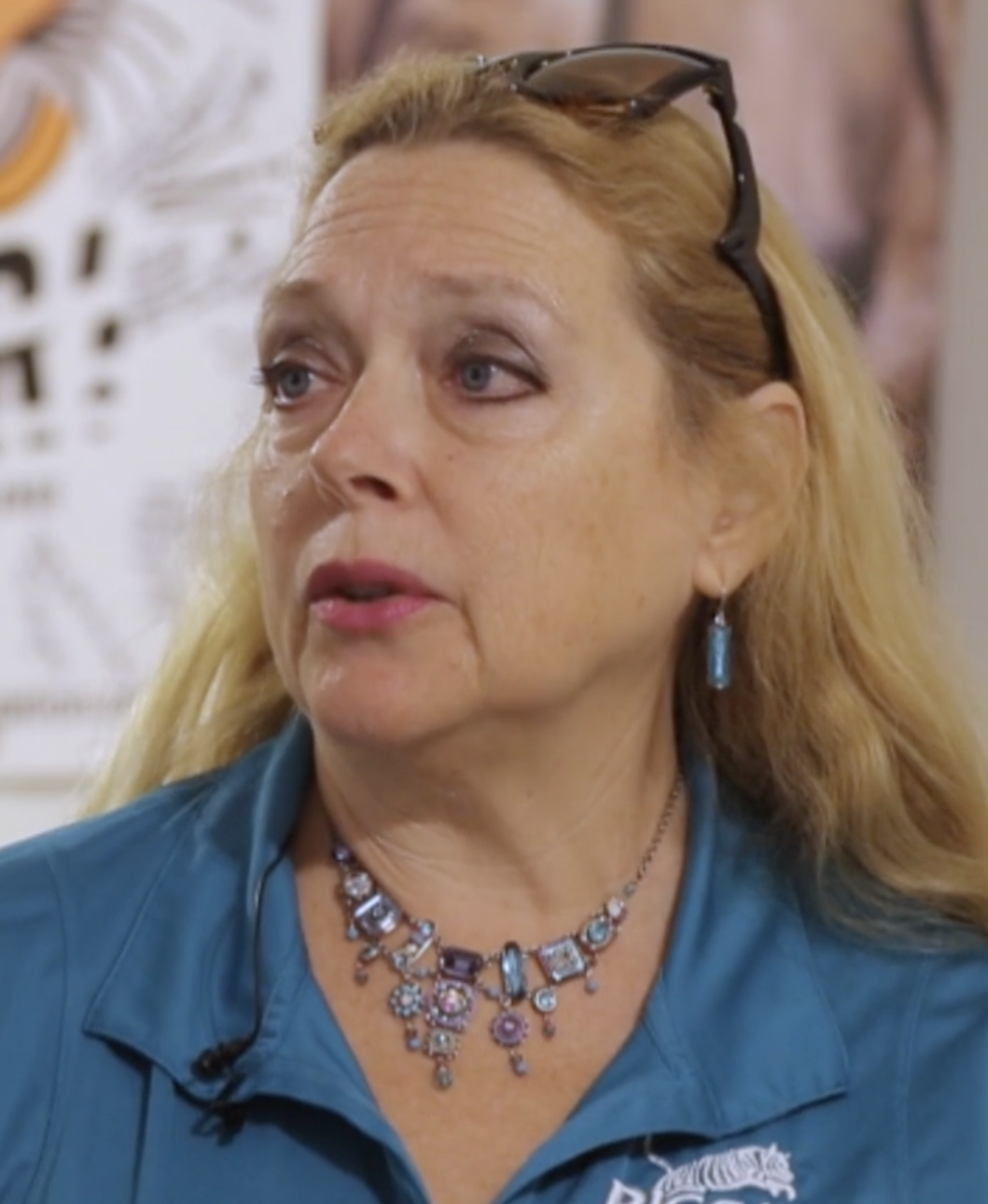
Carole Baskin
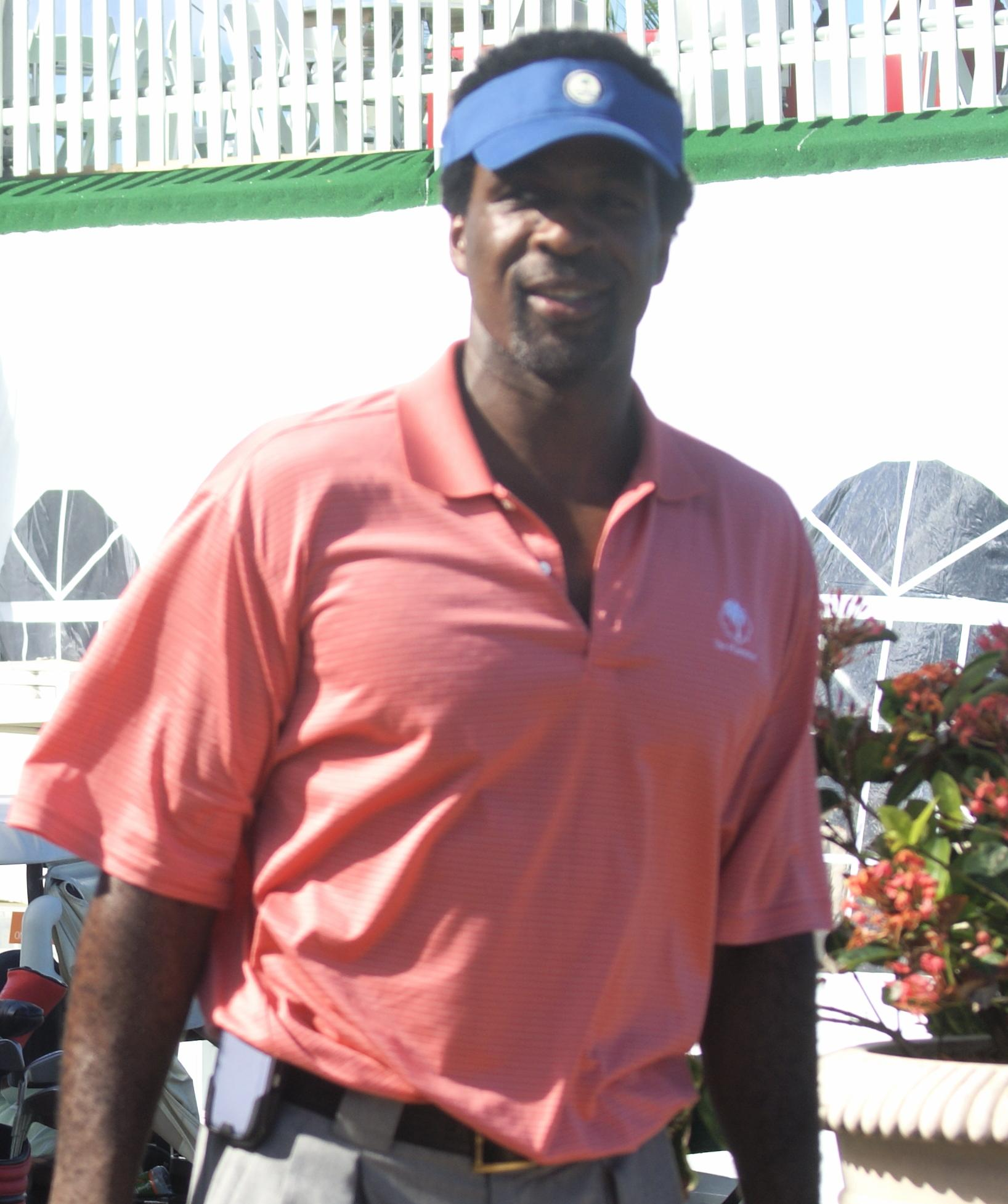
Charles Oakley

| Candidat         | Occupation                                       | Partenaire            | Départ     | Classement                          |
| ---------------- | ------------------------------------------------ | --------------------- | ---------- | ----------------------------------- |
| Kaitlyn Bristowe | Vedette de The Bachelorette                      | Artem Chigvintsev     | Semaine 11 | Vainqueure le 23 novembre 2020      |
| Nev Schulman     | Producteur et acteur                             | Jenna Johnson         | Semaine 11 | Seconde place le 23 novembre 2020   |
| Nelly            | Rappeur                                          | Daniella Karagach     | Semaine 11 | Troisième place le 23 novembre 2020 |
| Justina Machado  | Actrice                                          | Sasha Farber          | Semaine 11 | Quatrième place le 23 novembre 2020 |
| Skai Jackson     | Actrice et mannequin                             | Alan Bersten          | Semaine 10 | Éliminée le 16 novembre 2020        |
| Johnny Weir      | Patineur artistique                              | Britt Stewart         | Semaine 10 | Éliminé le 16 novembre 2020         |
| A. J. McLean     | Chanteur des Backstreet Boys                     | Cheryl Burke          | Semaine 9  | Éliminé le 9 novembre 2020          |
| Chrishell Stause | Actrice                                          | Gleb Savchenko        | Semaine 8  | Éliminée le 2 novembre 2020         |
| Jeannie Mai      | Présentatrice TV et mannequin                    | Brandon Armstrong     | Semaine 8  | Abandon le 2 novembre 2020          |
| Monica Aldama    | Cheerleader                                      | Valentin Chmerkovskiy | Semaine 7  | Éliminée le 26 octobre 2020         |
| Vernon Davis     | Ancien joueur de football américain en NFL       | Peta Murgatroyd       | Semaine 6  | Eliminé le 19 octobre 2020          |
| Jesse Metcalfe   | Acteur                                           | Sharna Burgess        | Semaine 5  | Éliminé le 12 octobre 2020          |
| Anne Heche       | Actrice                                          | Keo Motsepe           | Semaine 4  | Éliminée le 5 octobre 2020          |
| Carole Baskin    | Militante américaine pour les droits des animaux | Pasha Pashkov         | Semaine 3  | Éliminée le 28 septembre 2020       |
| Charles Oakley   | Ancien joueur américain de basket-ball           | Emma Slater           | Semaine 2  | Éliminée le 22 septembre 2020       |

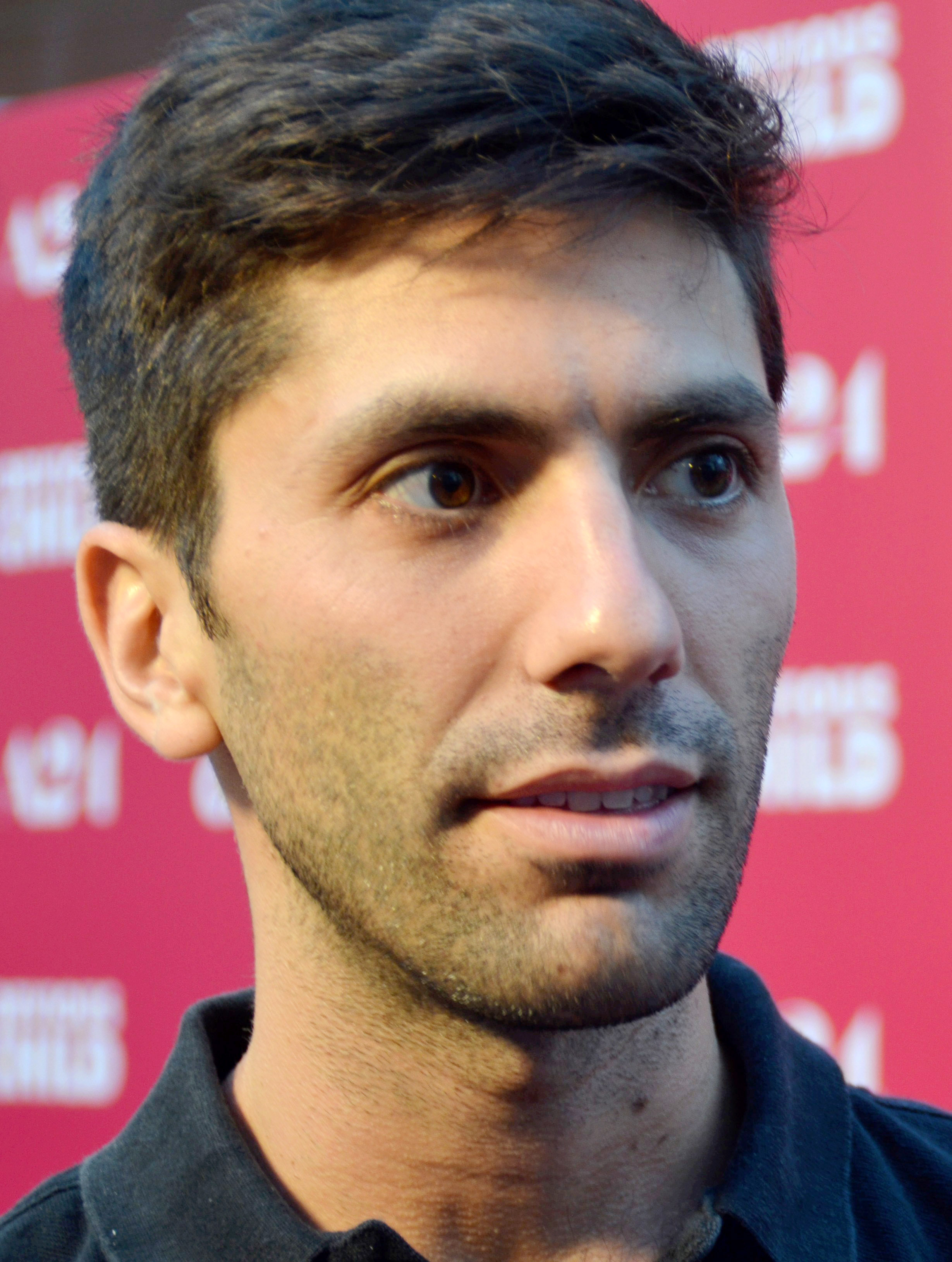
Nev Schulman
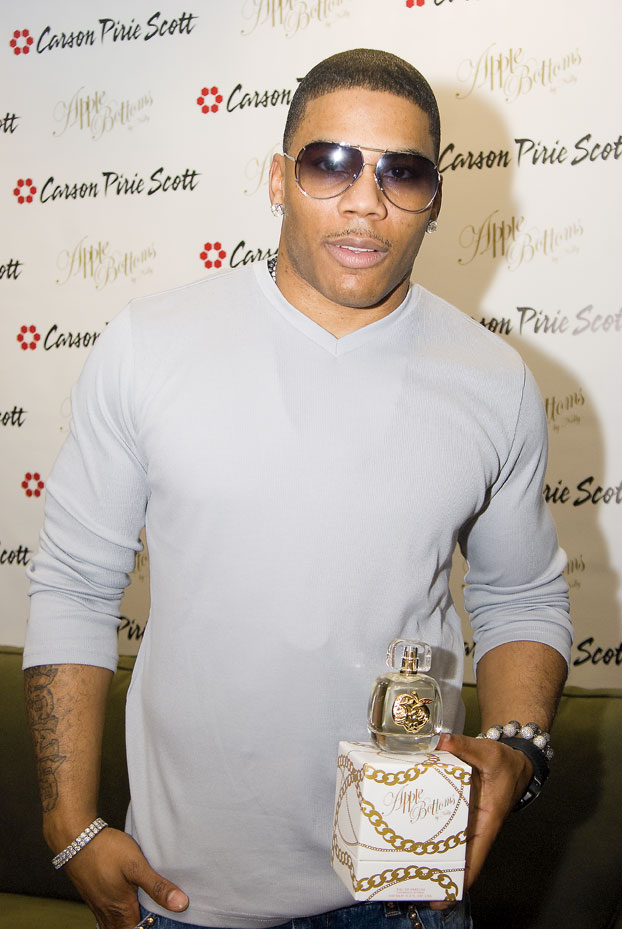
Nelly
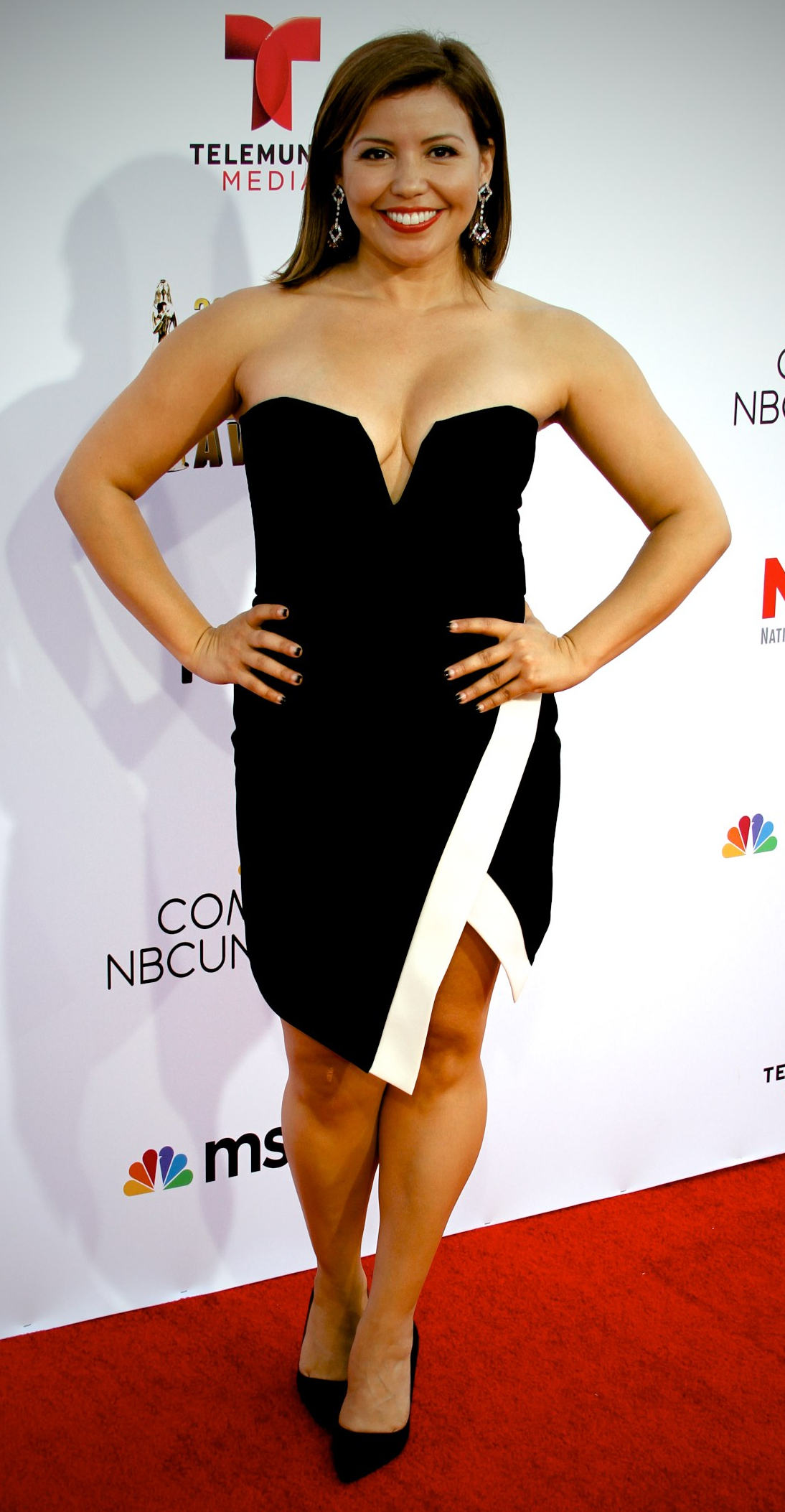
Justina Machado
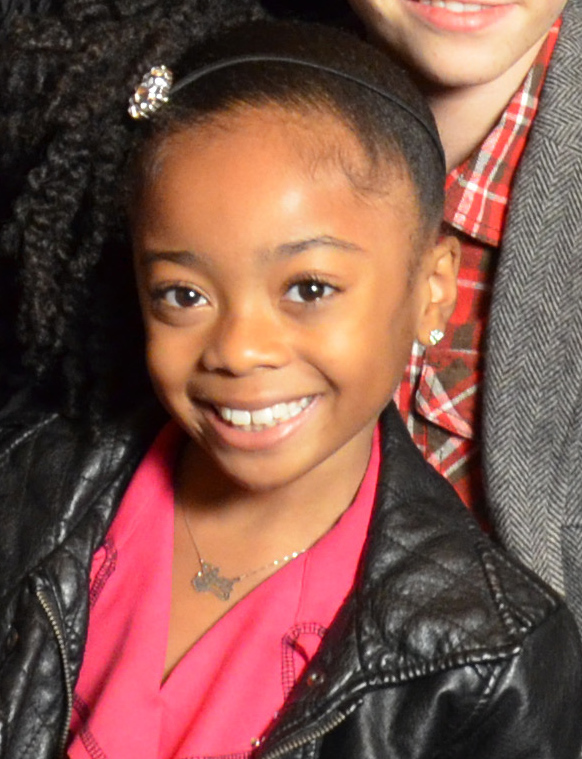
Skai Jackson
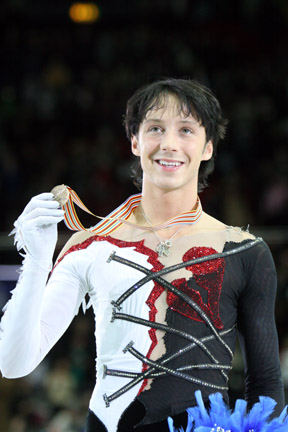
Johnny Weir

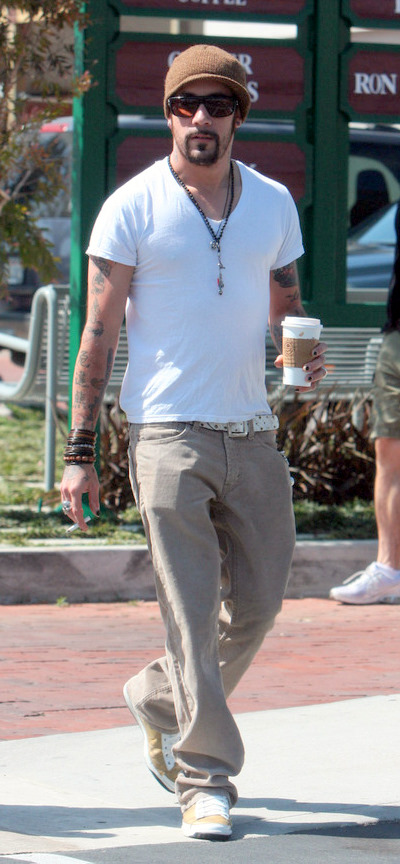
A. J. McLean
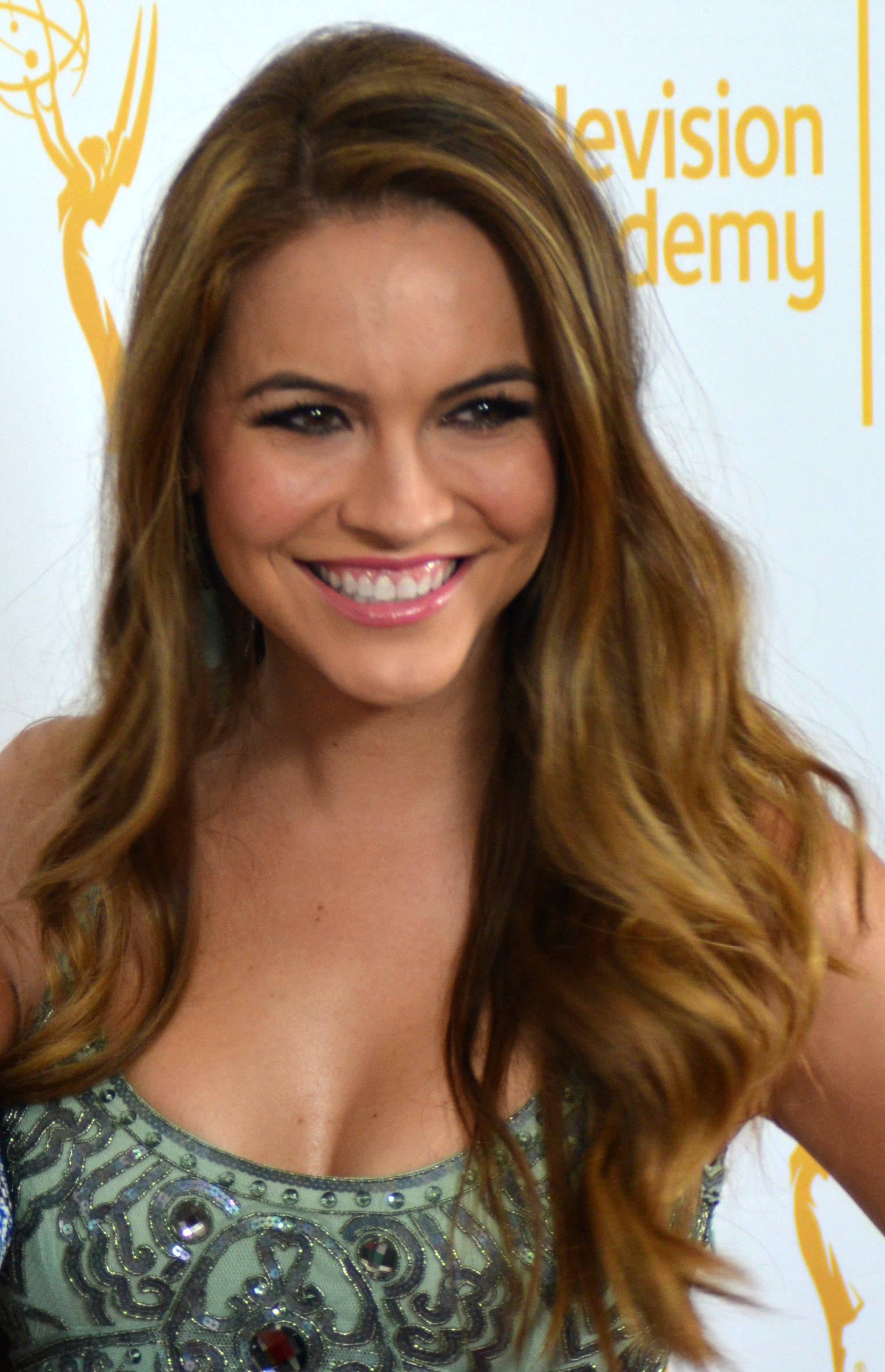
Chrishell Stause
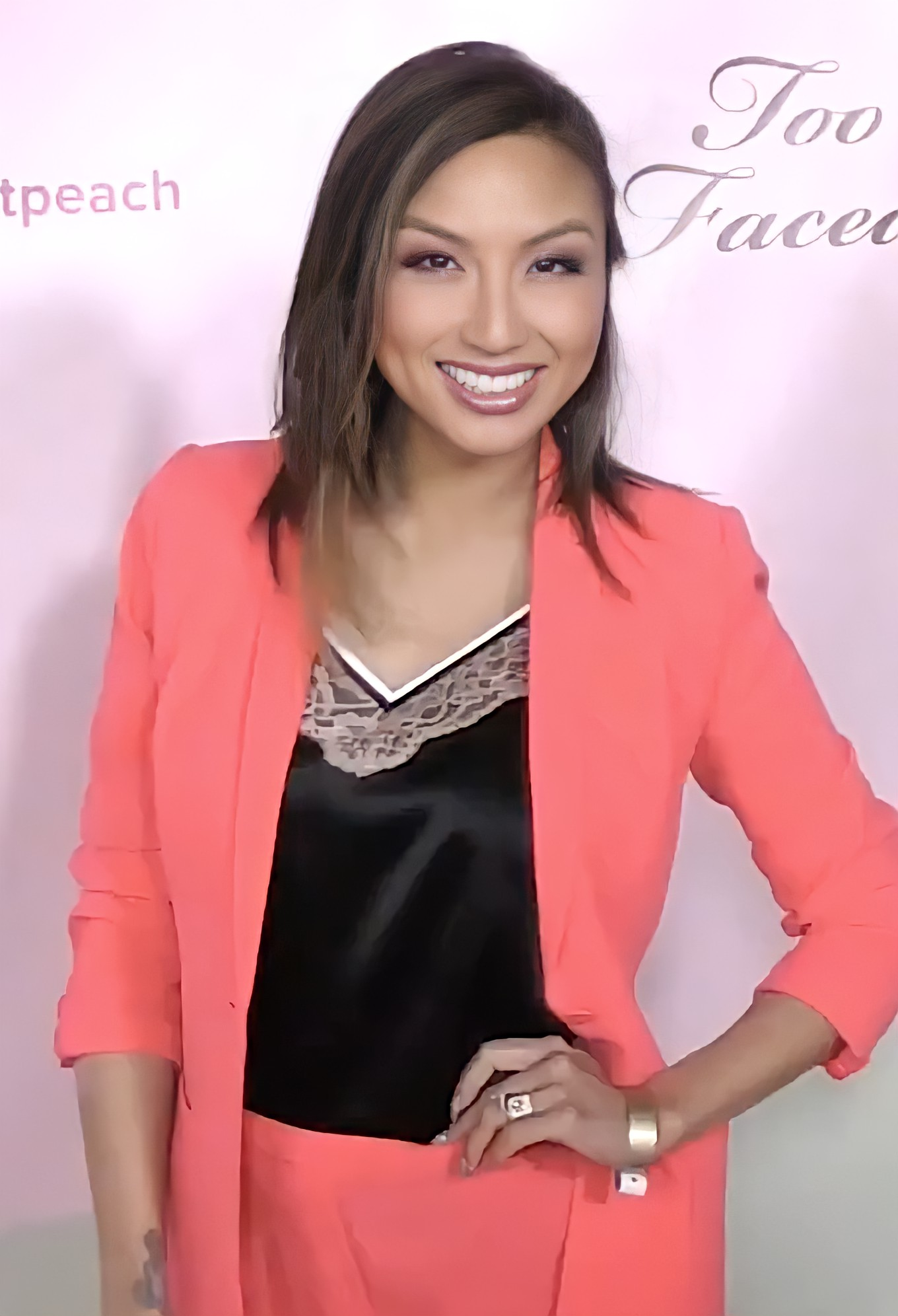
Jeannie Mai
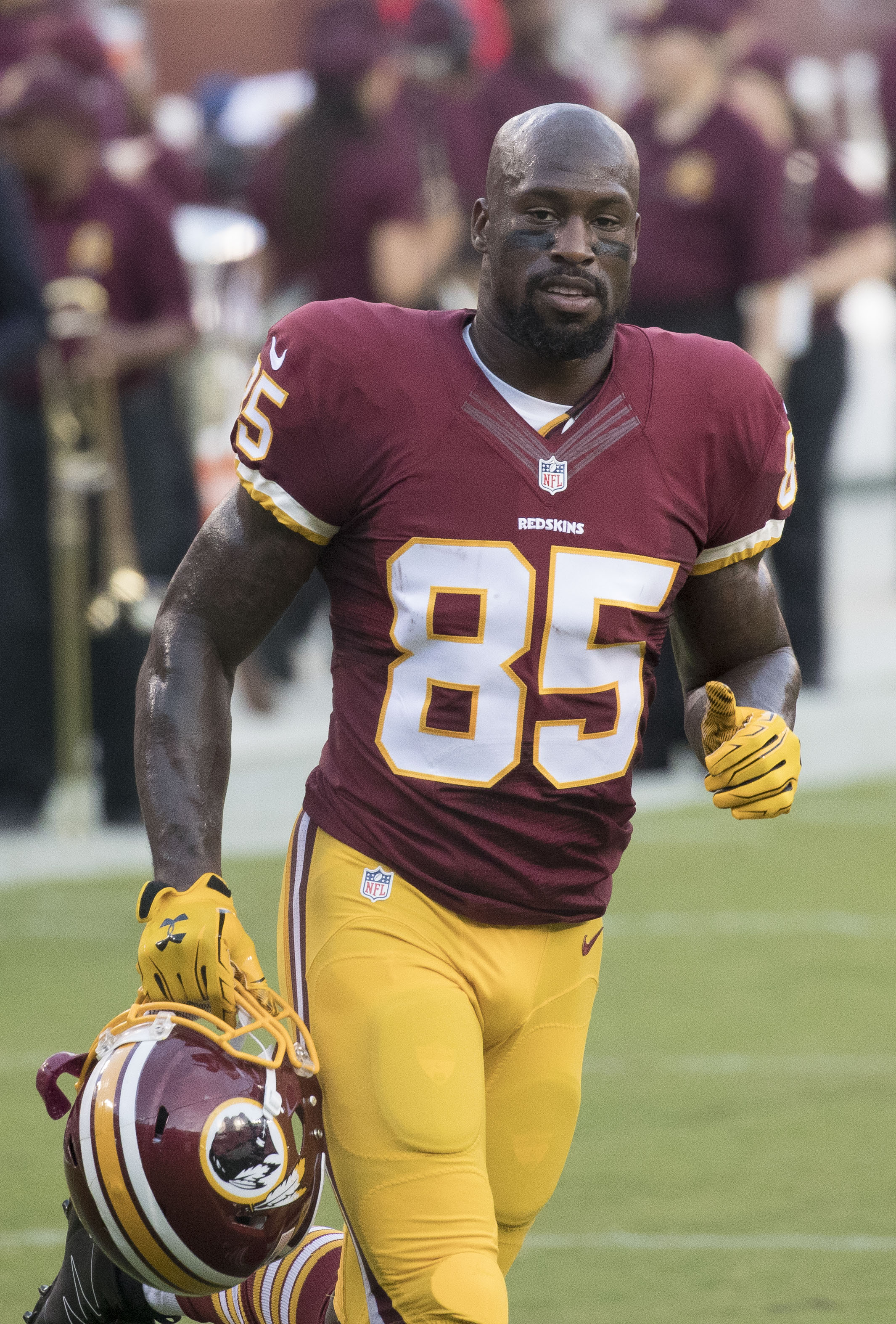
Vernon Davis
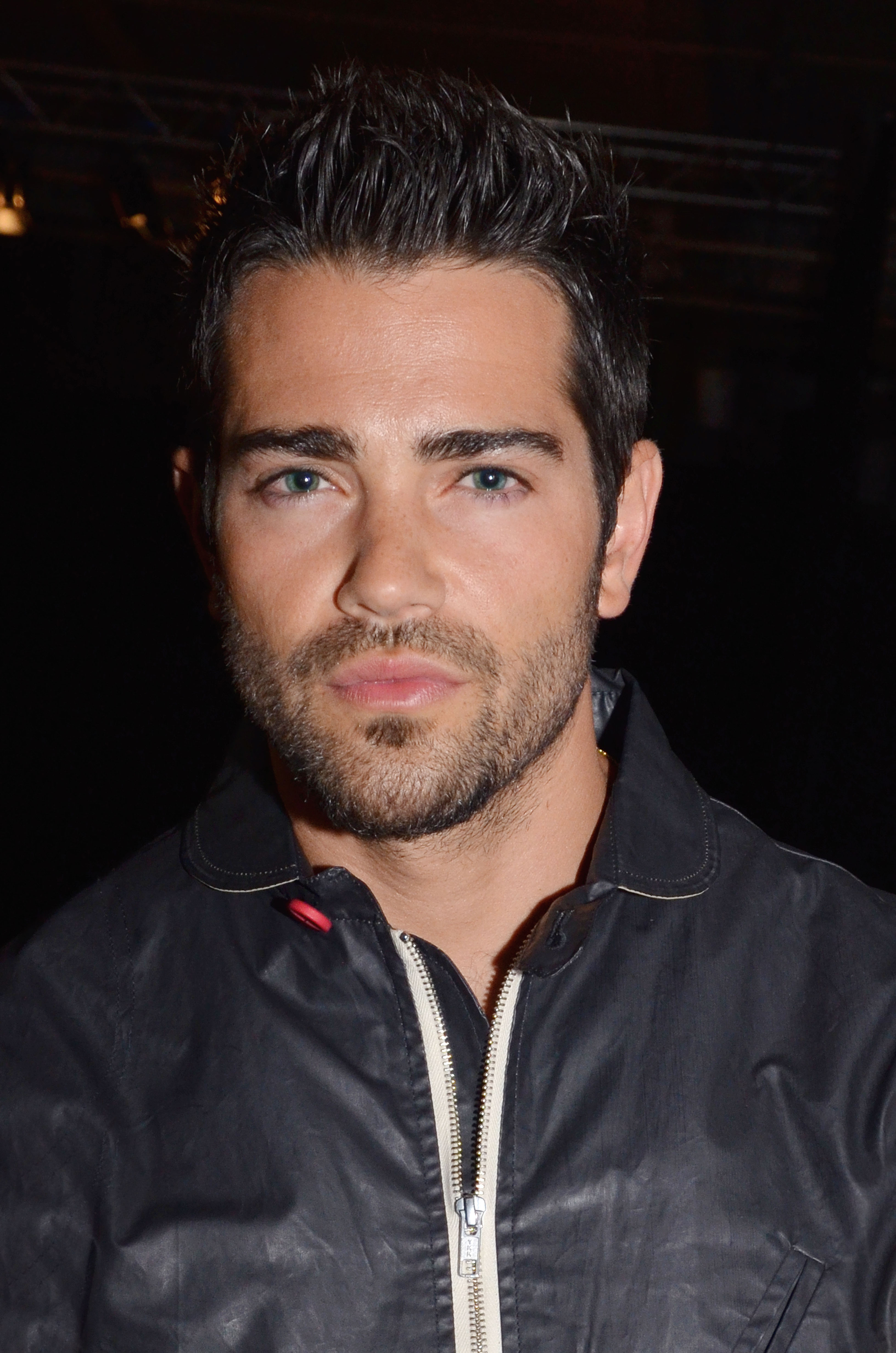
Jesse Metcalfe

- Anne Heche
- Carole Baskin
- Charles Oakley

## Scores
| Kaitlyn & Artem   | 1  | 20 | 22 | 42 | 23 | 25 | 27 | 27 | 24 | 25 + 3 = 28 | 30 + 0 = 30 | 30 + 30 = 60 | 30 + 30 = 60 |  |  |  |  |  |  |  |  |  |  |
| Nev & Jenna       | 2  | 20 | 21 | 41 | 24 | 24 | 26 | 26 | 30 | 27 + 3 = 30 | 27 + 2 = 29 | 30 + 30 = 60 | 30 + 30 = 60 |  |  |  |  |  |  |  |  |  |  |
| Nelly & Daniella  | 3  | 16 | 18 | 34 | 18 | 21 | 24 | 24 | 27 | 21 + 2 = 23 | 24 + 0 = 24 | 26 + 30 = 56 | 27 + 30 = 57 |  |  |  |  |  |  |  |  |  |  |
| Justina & Sasha   | 4  | 21 | 21 | 42 | 19 | 24 | 24 | 27 | 26 | 27 + 2 = 29 | 24 + 2 = 26 | 28 + 30 = 58 | 30 + 30 = 60 |  |  |  |  |  |  |  |  |  |  |
| Skai & Alan       | 5  | 21 | 15 | 36 | 18 | 28 | 24 | 18 | 27 | 25 + 2 = 27 | 27 + 2 = 29 | 27 + 30 = 57 |              |  |  |  |  |  |  |  |  |  |  |
| Johnny & Britt    | 6  | 18 | 18 | 36 | 24 | 24 | 29 | 22 | 27 | 27 + 3 = 30 | 30 + 0 = 30 | 27 + 30 = 57 |              |  |  |  |  |  |  |  |  |  |  |
| AJ & Cheryl       | 7  | 18 | 19 | 37 | 21 | 24 | 24 | 27 | 26 | 24 + 3 = 27 | 23 + 2 = 25 |              |              |  |  |  |  |  |  |  |  |  |  |
| Chrishell & Gleb  | 8  | 13 | 18 | 31 | 22 | 22 | 19 | 24 | 26 | 24 + 2 = 26 |             |              |              |  |  |  |  |  |  |  |  |  |  |
| Jeannie & Brandon | 9  | 18 | 18 | 36 | 22 | 21 | 24 | 25 | 25 | -           |             |              |              |  |  |  |  |  |  |  |  |  |  |
| Monica & Val      | 10 | 19 | 16 | 35 | 21 | 24 | 26 | 27 | 22 |             |             |              |              |  |  |  |  |  |  |  |  |  |  |
| Vernon & Peta     | 11 | 17 | 18 | 35 | 22 | 22 | 21 | 21 |    |             |             |              |              |  |  |  |  |  |  |  |  |  |  |
| Jesse & Sharna    | 12 | 18 | 20 | 38 | 20 | 21 | 19 |    |    |             |             |              |              |  |  |  |  |  |  |  |  |  |  |
| Anne & Keo        | 13 | 18 | 18 | 36 | 15 | 21 |    |    |    |             |             |              |              |  |  |  |  |  |  |  |  |  |  |
| Carole & Pasha    | 14 | 11 | 16 | 27 | 12 |    |    |    |    |             |             |              |              |  |  |  |  |  |  |  |  |  |  |
| Charles & Emma    | 15 | 12 | 15 | 27 |    |    |    |    |    |             |             |              |              |  |  |  |  |  |  |  |  |  |  |

Les nombres rouges indiquent le score le plus bas pour chaque semaine de compétition
Les nombres verts indiquent le score le plus haut pour chaque semaine de compétition
 Le couple éliminé cette semaine-là
 Le couple en danger cette semaine-là
 Le couple qui a abandonné cette semaine-là
 Le couple vainqueur
 Le couple en seconde position
 Le couple en troisième position
 Le couple en quatrième position

### Moyenne des candidats
Le tableau reprend la moyenne des notes des candidats, sur un maximum de 30 points.
| Rang par moyenne | Place | Couple            | Total des points | Nombre de danses | Moyenne |
| ---------------- | ----- | ----------------- | ---------------- | ---------------- | ------- |
| 1                | 2     | Nev & Jenna       | 345              | 13               | 26.5    |
| 2                | 1     | Kaitlyn & Artem   | 343              | 13               | 26.4    |
| 3                | 4     | Justina & Sasha   | 331              | 13               | 25.5    |
| 4                | 6     | Johnny & Britt    | 276              | 11               | 25.1    |
| 5                | 5     | Skai & Alan       | 260              | 11               | 23.6    |
| 6                | 3     | Nelly & Daniella  | 306              | 13               | 23.5    |
| 7                | 7     | AJ & Cheryl       | 206              | 9                | 22.9    |
| 8                | 10    | Monica & Val      | 155              | 7                | 22.1    |
| 9                | 9     | Jeannie & Brandon | 153              | 7                | 21.9    |
| 10               | 8     | Chrishell & Gleb  | 168              | 8                | 21      |
| 11               | 11    | Vernon & Peta     | 121              | 6                | 20.2    |
| 12               | 12    | Jesse & Sharna    | 98               | 5                | 19.6    |
| 13               | 13    | Anne & Keo        | 72               | 4                | 18      |
| 14               | 15    | Charles & Emma    | 27               | 2                | 13.5    |
| 15               | 14    | Carole & Pasha    | 39               | 3                | 13      |

### Meilleures et pires performances par type de danses
Les meilleurs et pires scores pour chaque style de danse, sur un maximum de 30 points.
| Danse               | Meilleur danseur                                    | Score le plus haut | Pire danseur     | Score le plus bas |
| ------------------- | --------------------------------------------------- | ------------------ | ---------------- | ----------------- |
| Cha-cha-cha         | Justina Machado                                     | 30                 | Charles Oakley   | 15                |
| Charleston          | Justina Machado                                     | 19                 | -                | -                 |
| Danse contemporaine | Kaitlyn Bristowe Justina Machado Nev Schulman       | 30                 | Chrishell Stause | 24                |
| Freestyle           | Kaitlyn Bristowe Justina Machado Nelly Nev Schulman | 30                 | -                | -                 |
| Foxtrot             | Nev Schulman                                        | 30                 | Vernon Davis     | 17                |
| Jazz                | Johnny Weir                                         | 30                 | Monica Aldama    | 22                |
| Jive                | Nelly                                               | 30                 | Monica Aldama    | 16                |
| Paso Doble          | Kaitlyn Bristowe Nev Schulman                       | 30                 | Carole Baskin    | 11                |
| Quickstep           | Johnny Weir                                         | 30                 | Anne Heche       | 195               |
| Rumba               | Monica Aldama                                       | 27                 | Chrishell Stause | 18                |
| Salsa               | Johnny Weir                                         | 27                 | Charles Oakley   | 12                |
| Samba               | Kaitlyn Bristowe Justina Machado A.J. McLean Nelly  | 27                 | Carole Baskin    | 12                |
| Tango               | Justina Machado                                     | 28                 | Chrishell Stause | 13                |
| Tango argentin      | Kaitlyn Bristowe                                    | 30                 | Nev Schulman     | 24                |
| Valse               | A.J. McLean                                         | 24                 | Chrishell Stause | 22                |
| Valse viennoise     | Skai Jackson                                        | 30                 | Carole Baskin    | 16                |

### Meilleures et pires performances pour chaque danseur
Le score maximal est de 30 points.
| Couple            | Danse avec le meilleur score                                           | Danse avec le moins bon score |
| ----------------- | ---------------------------------------------------------------------- | ----------------------------- |
| Kaitlyn & Artem   | Tango argentin (x2), Paso doble, Danse contemporaine, & Fresstyle (30) | Cha-cha-cha (20)              |
| Nev & Jenna       | Paso doble (x2), Foxtrot, Danse contemporaine, & Freestyle (30)        | Foxtrot (20)                  |
| Nelly & Daniella  | Jive & Freestyle (30)                                                  | Salsa (16)                    |
| Justina & Sasha   | Danse contemporaine, Cha-cha-cha, & Freestyle (30)                     | Charleston (19)               |
| Skai & Alan       | Valse viennoise (30)                                                   | Samba (15)                    |
| Johnny & Britt    | Quickstep & Jazz (30)                                                  | Cha-cha-cha & Tango (18)      |
| AJ & Cheryl       | Samba (27)                                                             | Jive (18)                     |
| Chrishell & Gleb  | Paso Doble (26)                                                        | Tango (13)                    |
| Jeannie & Brandon | Rumba & Paso doble (25)                                                | Salsa & Cha-cha-cha (18)      |
| Monica & Val      | Rumba (27)                                                             | Jive (16)                     |
| Vernon & Peta     | Quickstep & Rumba (22)                                                 | Foxtrot (17)                  |
| Jesse & Sharna    | Cha-cha-cha (21)                                                       | Quickstep (18)                |
| Anne & Keo        | Paso doble (21)                                                        | Quickstep (15)                |
| Carole & Pasha    | Valse viennoise (16)                                                   | Paso doble (11)               |
| Charles & Emma    | Cha-cha-cha (15)                                                       | Salsa (12)                    |

## Liste des épisodes
Les notes attribuées par les juges sont toujours dans l'ordre suivant de gauche à droite: Carrie Ann Inaba, Derek Hough, Bruno Tonioli (en).

### Semaine 1: Premières danses
Les danses de cette semaine sont : Cha-cha-cha, Foxtrot, Salsa, Tango, Quickstep, Paso doble ou Jive.
Pour la seconde fois dans l'histoire de l'émission, les couples ont été révélés au public en direct.
Ordre de passage
| Couple            | Scores       | Danse       | Musique                                  |
| ----------------- | ------------ | ----------- | ---------------------------------------- |
| AJ & Cheryl       | 18 (6, 6, 6) | Jive        | Blinding Lights — The Weeknd             |
| Chrishell & Gleb  | 13 (4, 5, 4) | Tango       | Raise Your Glass — P!nk                  |
| Vernon & Peta     | 17 (5, 6, 6) | Foxtrot     | All of Me — John Legend                  |
| Anne & Keo        | 18 (6, 6, 6) | Cha-cha-cha | Don't Start Now — Dua Lipa               |
| Jeannie & Brandon | 18 (6, 6, 6) | Salsa       | Tell It to My Heart — Taylor Dayne       |
| Jesse & Sharna    | 18 (6, 6, 6) | Quickstep   | Part-Time Lover — Stevie Wonder          |
| Skai & Alan       | 21 (7, 7, 7) | Tango       | Super Bass — Nicki Minaj                 |
| Kaitlyn & Artem   | 20 (6, 7, 7) | Cha-cha-cha | Stupid Love — Lady Gaga                  |
| Nev & Jenna       | 20 (7, 7, 6) | Foxtrot     | The Way You Look Tonight — Frank Sinatra |
| Johnny & Britt    | 18 (6, 6, 6) | Cha-cha-cha | Buttons — The Pussycat Dolls             |
| Justina & Sasha   | 21 (7, 7, 7) | Cha-cha-cha | Respect — Aretha Franklin                |
| Charles & Emma    | 12 (4, 4, 4) | Salsa       | In da Club — 50 Cent                     |
| Monica & Val      | 19 (6, 7, 6) | Foxtrot     | My Wish — Rascal Flatts                  |
| Nelly & Daniella  | 16 (5, 5, 6) | Salsa       | Ride wit Me — Nelly                      |
| Carole & Pasha    | 11 (4, 4, 3) | Paso doble  | Eye of the Tiger — Survivor              |

### Semaine 2: Première élimination
Les danses de cette semaine sont : Cha-cha-cha, Foxtrot, Paso Doble, Rumba, Jive, Samba, Tango et Valse viennoise
| Couple            | Scores       | Danse           | Musique                                                    | Résultat  |
| ----------------- | ------------ | --------------- | ---------------------------------------------------------- | --------- |
| Nev & Jenna       | 21 (7, 7, 7) | Cha-cha-cha     | Dynamite — BTS                                             | Sauvé     |
| Skai & Alan       | 15 (5, 5, 5) | Samba           | Miss Independent — Ne-Yo                                   | Sauvée    |
| Johnny & Britt    | 18 (6, 6, 6) | Tango           | Poker Face — Lady Gaga                                     | Sauvé     |
| Justina & Sasha   | 21 (7, 7, 7) | Foxtrot         | When You Believe — Mariah Carey & Whitney Houston          | Sauvée    |
| Monica & Val      | 16 (5, 6, 5) | Jive            | Shake It Off — Taylor Swift                                | Sauvée    |
| AJ & Cheryl       | 19 (7, 6, 6) | Foxtrot         | Ain't That a Kick in the Head? — Dean Martin               | Sauvé     |
| Anne & Keo        | 18 (6, 6, 6) | Foxtrot         | Counting Stars — OneRepublic                               | Sauvée    |
| Nelly & Daniella  | 18 (6, 6, 6) | Cha-cha-cha     | Let's Groove — Earth, Wind & Fire                          | Sauvé     |
| Chrishell & Gleb  | 18 (6, 6, 6) | Rumba           | This Is Me — Keala Settle                                  | Sauvée    |
| Charles & Emma    | 15 (5, 5, 5) | Cha-cha-cha     | Never Too Much — Luther Vandross                           | Eliminé   |
| Jesse & Sharna    | 20 (7, 7, 6) | Foxtrot         | Dreams — Fleetwood Mac                                     | Sauvé     |
| Jeannie & Brandon | 18 (6, 6, 6) | Cha-cha-cha     | Roses — Saint Jhn                                          | Sauvée    |
| Carole & Pasha    | 16 (6, 5, 5) | Valse viennoise | What's New Pussycat — Tom Jones                            | En danger |
| Vernon & Peta     | 18 (6, 6, 6) | Paso doble      | We Found Love — Rihanna feat. Calvin Harris                | Sauvé     |
| Kaitlyn & Artem   | 22 (7, 8, 7) | Foxtrot         | I Hope You Dance — Lee Ann Womack feat. Sons of the Desert | Sauvée    |

Vote des juges pour le repêchage
- Carrie Ann Inaba : Carole & Pasha
- Bruno Tonioli : Charles & Emma
- Derek Hough : Carole & Pasha

### Semaine 3: Soirée Disney
Les couples réalisent une danse inédite sur une chanson d'un des films Disney.
Ordre de passage
| Couple            | Scores       | Danse           | Musique                                                            | Film Disney                   | Résultat  |
| ----------------- | ------------ | --------------- | ------------------------------------------------------------------ | ----------------------------- | --------- |
| Skai & Alan       | 18 (6, 6, 6) | Jive            | Almost There — Anika Noni Rose                                     | La Princesse et la Grenouille | Sauvée    |
| Monica & Val      | 21 (7, 7, 7) | Valse viennoise | Part of Your World — Ray Chew                                      | La Petite Sirène              | Sauvée    |
| Justina & Sasha   | 19 (7, 6, 6) | Charleston      | Supercalifragilisticexpialidocious — Julie Andrews & Dick Van Dyke | Mary Poppins                  | Sauvée    |
| AJ & Cheryl       | 21 (7, 7, 7) | Quickstep       | Prince Ali — Robin Williams                                        | Aladdin                       | Sauvé     |
| Anne & Keo        | 15 (5, 5, 5) | Quickstep       | Zero to Hero — Ariana Grande                                       | Hercule                       | En danger |
| Jeannie & Brandon | 22 (7, 7, 8) | Valse viennoise | Married Life — Michael Giacchino                                   | Là-haut                       | Sauvée    |
| Nelly & Daniella  | 18 (6, 6, 6) | Foxtrot         | It's All Right — Jon Batiste                                       | Soul                          | Sauvé     |
| Carole & Pasha    | 12 (5, 4, 3) | Samba           | Circle of Life — Carmen Twillie & Lebo M.                          | Le Roi Lion                   | Eliminée  |
| Kaitlyn & Artem   | 23 (8, 7, 8) | Rumba           | How Far I'll Go — Auli'i Cravalho                                  | Vaiana                        | Sauvée    |
| Vernon & Peta     | 22 (8, 7, 7) | Quickstep       | Be Our Guest — Jerry Orbach & Angela Lansbury                      | La Belle et la Bête           | Sauvé     |
| Nev & Jenna       | 24 (8, 8, 8) | Tango argentin  | Angelica — Rodrigo y Gabriela                                      | Pirates des Caraïbes          | Sauvé     |
| Johnny & Britt    | 24 (8, 8, 8) | Rumba           | Reflection — Christina Aguilera                                    | Mulan                         | Sauvé     |
| Jesse & Sharna    | 20 (7, 6, 7) | Jive            | King of New York — Newsies cast                                    | Newsies                       | Sauvé     |
| Chrishell & Gleb  | 22 (7, 7, 8) | Valse           | A Dream Is a Wish Your Heart Makes — Jessie Ware                   | Cendrillon                    | Sauvée    |

Votes des juges pour le repêchage
- Derek Hough : Anne & Keo
- Bruno Tonioli : Anne & Keo
- Carrie Ann Inaba : N'a pas eu besoin de voter mais aurait voté pour Anne & Keo

### Semaine 4: Top 13
Cette semaine, les couples ont réalisé une danse inédite.
Note : Monica & Val ont d'abord été annoncé "sauvés" à cause d'une erreur, mais ils ont ensuite été annoncé "en danger" avec Anne & Keo.
Ordre de passage
| Couple            | Scores        | Danse          | Musique                                                                    | Résultat  |
| ----------------- | ------------- | -------------- | -------------------------------------------------------------------------- | --------- |
| Nelly & Daniella  | 21 (7, 7, 7)  | Paso doble     | All I Do Is Win — DJ Khaled feat. T-Pain, Ludacris, Rick Ross & Snoop Dogg | Sauvé     |
| Chrishell & Gleb  | 22 (7, 8, 7)  | Foxtrot        | Adore You — Harry Styles                                                   | Sauvée    |
| Monica & Val      | 24 (8, 8, 8)  | Samba          | Party in the U.S.A. — Miley Cyrus                                          | En danger |
| Anne & Keo        | 21 (7, 7, 7)  | Paso doble     | Rise - Katy Perry                                                          | Eliminé   |
| Nev & Jenna       | 24 (8, 8, 8)  | Rumba          | Because You Loved Me — Celine Dion                                         | Sauvé     |
| Justina & Sasha   | 24 (8, 8, 8)  | Salsa          | Que Viva La Vida — Wisin                                                   | Sauvée    |
| Kaitlyn & Artem   | 25 (9, 8, 8)  | Viennese waltz | Beautiful Crazy — Luke Combs                                               | Sauvée    |
| Johnny & Britt    | 24 (8, 8, 8)  | Jive           | Crocodile Rock — Elton John                                                | Sauvé     |
| Jeannie & Brandon | 21 (7, 7, 7)  | Tango          | Seven Nation Army — The White Stripes                                      | Sauvée    |
| Vernon & Peta     | 22 (8, 7, 7)  | Rumba          | Let's Stay Together — Al Green                                             | Sauvé     |
| Jesse & Sharna    | 21 (7, 7, 7)  | Cha-cha-cha    | Smooth — Santana feat. Rob Thomas                                          | Sauvé     |
| Skai & Alan       | 28 (10, 9, 9) | Foxtrot        | Ordinary People — John Legend                                              | Sauvée    |
| AJ & Cheryl       | 24 (8, 8, 8)  | Cha-cha-cha    | Larger Than Life — Backstreet Boys                                         | Sauvé     |

Votes des juges pour le repêchage
- Carrie Ann Inaba : Monica & Val
- Derek Hough : Monica & Val
- Bruno Tonioli : N'a pas eu besoin de voter mais aurait sauvé Monica & Val

### Semaine 5: Soirée "Années 80"
Cette semaine, les couples ont réalisé une danse inédite sur une chanson des années 80. La Danse contemporaine et le Jazz ont été introduits.
Ordre de passage
| Couple            | Scores         | Danse               | Musique                                              | Résultat  |
| ----------------- | -------------- | ------------------- | ---------------------------------------------------- | --------- |
| Justina & Sasha   | 24 (8, 8, 8)   | Jazz                | Maniac — Michael Sembello                            | Sauvée    |
| Jesse & Sharna    | 19 (7, 6, 6)   | Tango               | Everybody Wants to Rule the World — Tears for Fears  | Eliminé   |
| Chrishell & Gleb  | 19 (6, 6, 7)   | Cha-cha-cha         | You Got It (The Right Stuff) — New Kids on the Block | Sauvée    |
| Jeannie & Brandon | 24 (8, 8, 8)   | Jazz                | Like a Virgin — Madonna                              | Sauvée    |
| Monica & Val      | 26 (9, 9, 8)   | Tango               | Tainted Love — Soft Cell                             | Sauvée    |
| AJ & Cheryl       | 24 (8, 8, 8)   | Valse               | Open Arms — Journey                                  | Sauvé     |
| Skai & Alan       | 24 (8, 8, 8)   | Jazz                | The Power of Love — Huey Lewis and the News          | Sauvée    |
| Vernon & Peta     | 21 (7, 7, 7)   | Tango               | Livin' on a Prayer - Bon Jovi                        | En danger |
| Kaitlyn & Artem   | 27 (9, 9, 9)   | Tango               | I Think We're Alone Now — Tiffany Darwish            | Sauvée    |
| Nelly & Daniella  | 24 (8, 8, 8)   | VSamba              | Rhythm of the Night — DeBarge                        | Sauvé     |
| Johnny & Britt    | 29 (10, 10, 9) | Danse contemporaine | Total Eclipse of the Heart — Bonnie Tyler            | Sauvé     |
| Nev & Jenna       | 26 (8, 9, 9)   | Quickstep           | Take On Me — A-ha                                    | Sauvé     |

Vote des juges pour le repêchage
- Bruno Tonioli : Vernon & Peta
- Carole Ann Inaba : Vernon & Peta
- Derek Hough : N'a pas eu besoin de voter mais aurait voté pour Vernon & Peta

### Semaine 6: Top 11
Les couples ont réalisé une danse inédite.
Ordre de passage
| Couple            | Scores       | Danse               | Musique                                          | Résultat  |
| ----------------- | ------------ | ------------------- | ------------------------------------------------ | --------- |
| Johnny & Britt    | 22 (7, 8, 7) | Salsa               | On the Floor — Jennifer Lopez feat. Pitbull      | En danger |
| Nev & Jenna       | 26 (9, 9, 8) | Jazz                | Good Vibrations — Marky Mark and the Funky Bunch | Sauvé     |
| Monica & Val      | 27 (9, 9, 9) | Rumba               | Have I Told You Lately — Rod Stewart             | Sauvée    |
| Skai & Alan       | 18 (6, 6, 6) | Cha-cha-cha         | Say So — Doja Cat feat. Nicki Minaj              | Sauvée    |
| Vernon & Peta     | 21 (7, 7, 7) | Cha-cha-cha         | Celebration — Kool & The Gang                    | Eliminé   |
| Nelly & Daniella  | 24 (8, 8, 8) | Valse viennoise     | Humble and Kind — Tim McGraw                     | Sauvé     |
| Jeannie & Brandon | 25 (8, 8, 9) | Rumba               | You Gotta Be — Des'ree                           | Sauvée    |
| AJ & Cheryl       | 27 (9, 9, 9) | Samba               | Mi Gente — J Balvin & Willy William              | Sauvé     |
| Chrishell & Gleb  | 24 (8, 8, 8) | Danse contemporaine | Stars — Grace Potter & The Nocturnals            | Sauvée    |
| Kaitlyn & Artem   | 27 (9, 9, 9) | Samba               | Sorry — Justin Bieber                            | Sauvée    |
| Justina & Sasha   | 27 (9, 9, 9) | Valse viennoise     | She's Always a Woman — Billy Joel                | Sauvée    |

Vote des juges pour le repêchage
- Derek Hough : Johnny & Britt
- Carrie Ann Inaba : Vernon & Peta
- Bruno Tonioli : Johnny & Britt

### Semaine 7: Soirée "Méchants"
Cette semaine, les couples réalisent une danse inédite habillés comme des méchants de films ou de séries télévisées.
Ordre de passage
| Couple            | Scores          | Danse           | Méchant            | Musique                                | Résultat  |
| ----------------- | --------------- | --------------- | ------------------ | -------------------------------------- | --------- |
| Jeannie & Brandon | 25 (8, 9, 8)    | Paso doble      | Hannibal Lecter    | Maneater — Nelly Furtado               | En danger |
| Johnny & Britt    | 27 (9, 9, 9)    | Valse viennoise | Dracula            | Creep — Vincint Cannady                | Sauvé     |
| Chrishell & Gleb  | 26 (9, 9, 8)    | Paso doble      | Maléfique          | In the Air Tonight — Helmut Vonlichten | Sauvée    |
| Monica & Val      | 22 (7, 8, 7)    | Jazz            | Infirmière Ratched | Fever — Beyoncé                        | Eliminée  |
| AJ & Cheryl       | 26 (9, 8, 9)    | Tango           | Norman Bates       | Psycho — Intermezzo Orchestra          | Sauvé     |
| Nelly & Daniella  | 27 (9, 9, 9)    | Tango argentin  | Freddy Krueger     | Can't Feel My Face — The Weeknd        | Sauvé     |
| Justina & Sasha   | 26 (9, 9, 8)    | Tango           | Carrie White       | Take Me to Church — MILCK              | Sauvée    |
| Nev & Jenna       | 30 (10, 10, 10) | Paso doble      | Black Swan         | Swan Lake Remix — District 78          | Sauvé     |
| Skai & Alan       | 27 (9, 9, 9)    | Tango argentin  | Tiffany Valentine  | Everything I Wanted — Billie Eilish    | Sauvée    |
| Kaitlyn & Artem   | 24 (7, 9, 8)    | Paso doble      | Cruella d'Enfer    | Disturbia — Rihanna                    | Sauvée    |

Vote des juges pour le repêchage
- Bruno Tonioli : Jeannie & Brandon
- Derek Hough : Monica & Val
- Carrie Ann Inaba : Jeannie & Brandon

### Semaine 8: Soirée spéciale Relais
Les couples ont réalisé une danse inédite et une danse en relais avec deux autres couples. La soirée devait normalement avoir une double élimination. Cependant, le jour du show, il a été annoncé que Jeannie Mai abandonnée la compétition en raison d'une hospitalisation pour une épiglottite. De ce fait, il n'y a eu qu'une élimination mais deux candidats ont quitté la compétition.
Ordre de passage
| Couple           | Scores       | Danse           | Musique                                         | Résultat  |
| ---------------- | ------------ | --------------- | ----------------------------------------------- | --------- |
| Kaitlyn & Artem  | 25 (8, 9, 8) | Jive            | Don't Stop Me Now — Queen                       | Sauvée    |
| Nev & Jenna      | 27 (9, 9, 9) | Valse viennoise | Stuck with U — Ariana Grande & Justin Bieber    | Sauvé     |
| Justina & Sasha  | 27 (9, 9, 9) | Samba           | Magalenha — Sérgio Mendes feat. Carlinhos Brown | Sauvée    |
| Nelly & Daniella | 21 (7, 7, 7) | Rumba           | Nobody Knows (en) — The Tony Rich Project       | Sauvé     |
| Chrishell & Gleb | 24 (8, 8, 8) | Valse viennoise | Love on the Brain — Rihanna                     | Eliminée  |
| Skai & Alan      | 25 (8, 9, 8) | Salsa           | Work It (en) — Missy Elliott                    | En danger |
| Johnny & Britt   | 27 (9, 9, 9) | Foxtrot         | Wonder (en) — Shawn Mendes                      | Sauvé     |
| AJ & Cheryl      | 24 (8, 8, 8) | Rumba           | Way Down We Go — Kaleo                          | Sauvé     |

Relais
| Couple                                        | Scores | Danse           | Musique                                |                                        |
| --------------------------------------------- | ------ | --------------- | -------------------------------------- | -------------------------------------- |
| Nev & Jenna Chrishell & Gleb Nelly & Daniella | 3 2    | Cha-cha-cha     | Rain on Me — Lady Gaga & Ariana Grande | Rain on Me — Lady Gaga & Ariana Grande |
| Justina & Sasha Johnny & Britt                | 2 3    | Valse viennoise | I Have Nothing — Whitney Houston       | I Have Nothing — Whitney Houston       |
| AJ & Cheryl Kaitlyn & Artem Skai & Alan       | 3 2    | Samba           | Levitating — Dua Lipa feat. DaBaby     | Levitating — Dua Lipa feat. DaBaby     |

Vote des juges pour le repêchage final
- Carrie Ann Inaba : Skai & Alan
- Bruno Tonioli : Skai & Alan
- Derek Hough : N'a pas eu besoin de voter mais aurait voté pour Skai & Alan

### Semaine 9: Soirée "Icônes"
En cette neuvième semaine de compétition, les couples ont réalisé une danse inédite, habillés comme une icône, et ont participé à un défi de danse spécifique pour des points bonus. New et Jenna étaient immunisés pour le défi de danse à la suite de leur résultat de la semaine 8.
Ordre de passage
| Couple           | Scores          | Danse           | Icône           | Musique                                                | Résultat  |
| ---------------- | --------------- | --------------- | --------------- | ------------------------------------------------------ | --------- |
| Justina & Sasha  | 24 (8, 8, 8)    | Rumba           | Madonna         | Crazy for You — Madonna                                | Sauvée    |
| Nelly & Daniella | 24 (8, 8, 8)    | Jazz            | Tupac Shakur    | California Love — Tupac feat. Dr. Dre & Roger Troutman | Sauvé     |
| AJ & Cheryl      | 23 (7, 8, 8)    | Valse viennoise | Freddie Mercury | Somebody to Love — Queen                               | Eliminé   |
| Kaitlyn & Artem  | 30 (10, 10, 10) | Tango argentin  | Britney Spears  | Toxic — Britney Spears                                 | Sauvée    |
| Johnny & Britt   | 30 (10, 10, 10) | Quickstep       | Amy Winehouse   | Valerie — Amy Winehouse feat. Mark Ronson              | En danger |
| Skai & Alan      | 27 (9, 9, 9)    | Paso doble      | Janet Jackson   | If — Janet Jackson                                     | Sauvée    |
| Nev & Jenna      | 27 (9, 9, 9)    | Jive            | Elton John      | Saturday Night's Alright for Fighting — Elton John     | Sauvé     |

Défi bonus (duels de danse)
| Couple           | Vote des juges            | Danse       | Musique                             | Résultat          |
| ---------------- | ------------------------- | ----------- | ----------------------------------- | ----------------- |
| Justina & Sasha  | Kaitlyn, Justina, Justina | Cha-cha-cha | Telephone — Lady Gaga feat. Beyoncé | Vainqueur (2 pts) |
| Kaitlyn & Artem  | Kaitlyn, Justina, Justina | Cha-cha-cha | Telephone — Lady Gaga feat. Beyoncé | Défaite           |
| Skai & Alan      | Skai, Nelly, Skai         | Salsa       | The Cup of Life — Ricky Martin      | Vainqueur (2 pts) |
| Nelly & Daniella | Skai, Nelly, Skai         | Salsa       | The Cup of Life — Ricky Martin      | Défaite           |
| AJ & Cheryl      | Johnny, AJ, AJ            | Jive        | Wake Me Up Before You Go-Go — Wham! | Vainqueur (2 pts) |
| Johnny & Britt   | Johnny, AJ, AJ            | Jive        | Wake Me Up Before You Go-Go — Wham! | Défaite           |

Vote des juges pour le repêchage
- Bruno Tonioli : Johnny & Britt
- Derek Hough : AJ & Cheryl
- Carrie Ann Inaba : Johnny & Britt

### Semaine 10: Demi-finale
Au cours de la première partie, les couples ont dansé une "danse de la rédemption" sur une nouvelle chanson, en étant coaché par l'un des trois juges. Ils ont dansé ensuite une danse qu'ils n'avaient pas encore interprétée en deuxième partie. Deux couples ont été éliminés à la fin de la soirée. Après que les trois couples les plus faibles du classement aient été annoncés, le couple avec le plus mauvais score combiné a été immédiatement éliminé, pendant que les deux couples restants ont été soumis aux votes des juges.
Ordre de passage
| Couple                             | Scores          | Danse               | Musique                                                           | Résultat               |
| ---------------------------------- | --------------- | ------------------- | ----------------------------------------------------------------- | ---------------------- |
| Skai & Alan (Bruno Tonioli)        | 27 (9, 9, 9)    | Cha-cha-cha         | Move Your Feet — Junior Senior                                    | Eliminée par les juges |
| Skai & Alan (Bruno Tonioli)        | 30 (10, 10, 10) | Valse viennoise     | Lonely — Noah Cyrus                                               | Eliminée par les juges |
| Justina & Sasha (Derek Hough)      | 28 (9, 10, 9)   | Tango               | El Tango de Roxanne — José Feliciano, Ewan McGregor & Jacek Koman | Sauvée par les juges   |
| Justina & Sasha (Derek Hough)      | 30 (10, 10, 10) | Danse contemporaine | Holding Out for a Hero — Ella Mae Bowen & Bonnie Tyler            | Sauvée par les juges   |
| Johnny & Britt (Carrie Ann Inaba)  | 27 (9, 9, 9)    | Salsa               | X' — Jonas Brothers & Karol G                                     | Elimination directe    |
| Johnny & Britt (Carrie Ann Inaba)  | 30 (10, 10, 10) | Jazz                | I Lived — OneRepublic                                             | Elimination directe    |
| Nelly & Daniella (Bruno Tonioli)   | 26 (9, 8, 9)    | Paso doble          | Run Boy Run — Woodkid                                             | Sauvé                  |
| Nelly & Daniella (Bruno Tonioli)   | 30 (10, 10, 10) | Jive                | Jump, Jive an' Wail — The Brian Setzer Orchestra                  | Sauvé                  |
| Nev & Jenna (Derek Hough)          | 30 (10, 10, 10) | Foxtrot             | Sign of the Times — Harry Styles                                  | Sauvé                  |
| Nev & Jenna (Derek Hough)          | 30 (10, 10, 10) | Danse contemporaine | If the World Was Ending — JP Saxe & Julia Michaels                | Sauvé                  |
| Kaitlyn & Artem (Carrie Ann Inaba) | 30 (10, 10, 10) | Paso doble          | Hanuman — Rodrigo y Gabriela                                      | Sauvée                 |
| Kaitlyn & Artem (Carrie Ann Inaba) | 30 (10, 10, 10) | Danse contemporaine | Cowboy Take Me Away — The Chicks                                  | Sauvée                 |

Vote des juges pour le repêchage
- Derek Hough : Justina & Sasha
- Carrie Ann Inaba : Justina & Sasha
- Bruno Tonioli : N'a pas eu besoin de voter mais aurait voté pour Justina & Sasha

### Semaine 11: Finale[3]
Deux danses par couple au programme de cette finale : la danse préférée de la saison pour chaque couple et un freestyle chacun.
Ordre de passage
| Couple           | Scores          | Danse          | Musique                                                         | Résultat        |
| ---------------- | --------------- | -------------- | --------------------------------------------------------------- | --------------- |
| Kaitlyn & Artem  | 30 (10, 10, 10) | Tango argentin | Toxic — Britney Spears                                          | Vainqueur       |
| Kaitlyn & Artem  | 30 (10, 10, 10) | Freestyle      | Sparkling Diamonds — Nicole Kidman                              | Vainqueur       |
| Nelly & Daniella | 27 (9, 9, 9)    | Samba          | Rhythm of the Night — DeBarge                                   | Troisième place |
| Nelly & Daniella | 30 (10, 10, 10) | Freestyle      | Savage — Megan Thee Stallion / Hypnotize - The Notorious B.I.G. | Troisième place |
| Nev & Jenna      | 30 (10, 10, 10) | Paso doble     | Swan Lake Remix — District 78                                   | Seconde place   |
| Nev & Jenna      | 30 (10, 10, 10) | Freestyle      | Singin' In The Rain — District 78                               | Seconde place   |
| Justina & Sasha  | 30 (10, 10, 10) | Cha-cha-cha    | Respect — Aretha Franklin                                       | Quatrième place |
| Justina & Sasha  | 30 (10, 10, 10) | Freestyle      | Let's Get Loud — Jennifer Lopez / Bamboleo — Gipsy Kings        | Quatrième place |

## Vue d'ensemble des danses
Chaque célébrité performe sur une danse différente chaque semaine, parmi une sélection :
- Semaine 1 : Cha-cha-cha, Foxtrot, Salsa, Tango, Jive, Quickstep et Paso Doble
- Semaine 2 : Cha-cha-cha, Foxtrot, Paso Doble, Rumba, Samba, Tango, Jive et Valse viennoise
- Semaine 3 : Rumba, Tango, Foxtrot, Charleston, Jive, Quickstep, Valse, Valse viennoise et Samba
- Semaine 4 : Valse viennoise, Rumba, Paso Doble, Salsa, Foxtrot, Jive, Cha-cha-cha, Tango et Samba
- Semaine 5 : Tango, Quickstep, Samba, Jazz, Danse contemporaine, Valse et Cha-cha-cha
- Semaine 6 : Samba, Jazz, Valse viennoise, Cha-cha-cha, Salsa, Danse contemporaine et Rumba
- Semaine 7 : Paso Doble, Tango, Valse viennoise et Jazz
- Semaine 8 : Jive, Valse viennoise, Rumba, Samba, Salsa, Foxtrot, Charleston et Cha-cha-cha
- Semaine 9 : Tango, Jive, Jazz, Rumba, Paso Doble, Quickstep, Valse viennoise, Cha-cha-cha et Salsa
- Semaine 10 : Paso Doble, Foxtrot, Tango, Cha-cha-cha, Salsa, Danse contemporaine, Jive, Valse viennoise et Jazz
- Semaine 11 : Tango, Paso Doble, Samba, Cha-cha-cha et Freestyle

| Kaitlyn & Artem   | Cha-cha-cha | Foxtrot         | Rumba           | Valse viennoise | Tango               | Samba               | Paso doble      | Jive            | Relais samba           | Tango argentin  | Cha-cha-cha | Paso doble  | Danse contemporaine | Tango argentin | Freestyle |  |  |  |  |  |  |  |  |  |  |  |  |  |
| Nev & Jenna       | Foxtrot     | Cha-cha-cha     | Tango argentin  | Rumba           | Quickstep           | Jazz                | Paso doble      | Valse viennoise | Relais cha-cha-cha     | Jive            | Immunité    | Foxtrot     | Danse contemporaine | Paso doble     | Freestyle |  |  |  |  |  |  |  |  |  |  |  |  |  |
| Nelly & Daniella  | Salsa       | Cha-cha-cha     | Foxtrot         | Paso doble      | Samba               | Valse viennoise     | Tango argentin  | Rumba           | Relais cha-cha-cha     | Jazz            | Salsa       | Paso doble  | Jive                | Samba          | Freestyle |  |  |  |  |  |  |  |  |  |  |  |  |  |
| Justina & Sasha   | Cha-cha-cha | Foxtrot         | Charleston      | Salsa           | Jazz                | Valse viennoise     | Tango           | Samba           | Relais valse viennoise | Rumba           | Cha-cha-cha | Tango       | Danse contemporaine | Cha-cha-cha    | Freestyle |  |  |  |  |  |  |  |  |  |  |  |  |  |
| Skai & Alan       | Tango       | Samba           | Jive            | Foxtrot         | Jazz                | Cha-cha-cha         | Tango argentin  | Salsa           | Relais samba           | Paso doble      | Salsa       | Cha-cha-cha | Valse viennoise     |                |           |  |  |  |  |  |  |  |  |  |  |  |  |  |
| Johnny & Britt    | Cha-cha-cha | Tango           | Rumba           | Jive            | Danse contemporaine | Salsa               | Valse viennoise | Foxtrot         | Relais valse viennoise | Quickstep       | Jive        | Salsa       | Jazz                |                |           |  |  |  |  |  |  |  |  |  |  |  |  |  |
| AJ & Cheryl       | Jive        | Foxtrot         | Quickstep       | Cha-cha-cha     | Valse               | Samba               | Tango           | Rumba           | Relais samba           | Valse viennoise | Jive        |             |                     |                |           |  |  |  |  |  |  |  |  |  |  |  |  |  |
| Chrishell & Gleb  | Tango       | Rumba           | Valse           | Foxtrot         | Cha-cha-cha         | Danse contemporaine | Paso doble      | Valse viennoise | Relais cha-cha-cha     |                 |             |             |                     |                |           |  |  |  |  |  |  |  |  |  |  |  |  |  |
| Jeannie & Brandon | Salsa       | Cha-cha-cha     | Valse viennoise | Tango           | Jazz                | Rumba               | Paso doble      | Charleston      | Relais valse viennoise |                 |             |             |                     |                |           |  |  |  |  |  |  |  |  |  |  |  |  |  |
| Monica & Val      | Foxtrot     | Jive            | Valse viennoise | Samba           | Tango               | Rumba               | Jazz            |                 |                        |                 |             |             |                     |                |           |  |  |  |  |  |  |  |  |  |  |  |  |  |
| Vernon & Peta     | Foxtrot     | Paso doble      | Quickstep       | Rumba           | Tango               | Cha-cha-cha         |                 |                 |                        |                 |             |             |                     |                |           |  |  |  |  |  |  |  |  |  |  |  |  |  |
| Jesse et Sharna   | Quickstep   | Foxtrot         | Jive            | Cha-cha-cha     | Tango               |                     |                 |                 |                        |                 |             |             |                     |                |           |  |  |  |  |  |  |  |  |  |  |  |  |  |
| Anne & Keo        | Cha-cha-cha | Foxtrot         | Quickstep       | Paso doble      |                     |                     |                 |                 |                        |                 |             |             |                     |                |           |  |  |  |  |  |  |  |  |  |  |  |  |  |
| Carole & Pasha    | Paso doble  | Valse viennoise | Samba           |                 |                     |                     |                 |                 |                        |                 |             |             |                     |                |           |  |  |  |  |  |  |  |  |  |  |  |  |  |
| Charles & Emma    | Salsa       | Cha-cha-cha     |                 |                 |                     |                     |                 |                 |                        |                 |             |             |                     |                |           |  |  |  |  |  |  |  |  |  |  |  |  |  |

 Danse avec le meilleur score
 Danse avec le moins bon score
 Danse non effectuée (blessure ou immunité)
 Gain de points grâce à la victoire au "défi bonus"
 Pas de points supplémentaires à cause de la défaite au "défi bonus"